# Китай в огне
«Китай в огне» (другое название — «Руки прочь от Китая!») — первый советский полнометражный мультипликационный фильм, вышедший в большой прокат, снят в 1925 году. Совместное производство студии Совкино и ГТК. Сделан по заказу общества «Руки прочь от Китая». Дебютная работа целого ряда будущих классиков советской мультипликации: Ивана Иванова-Вано, сестёр Брумберг, Ольги Ходатаевой, Владимира Сутеева.

## Сюжет
Фильм протестует против иностранного вмешательства в дела Китая, выступает в поддержку китайской революции…

## Дополнительно
1924—1927 годы были в Китае периодом бурного подъёма национально-освободительного движения, предвестника Гражданской войны в Китае. В сентябре 1924 года в Советском Союзе проходила широкая кампания по поддержке китайского народа, был провозглашён лозунг «Руки прочь от Китая!». 5 сентября 1924 г. на совместном заседании президиума ВЦСПС и центральных комитетов профсоюзов было создано общество «Руки прочь от Китая», по заказу которого и снят мультфильм. Поддержка была услышана в Китае:

Не забывайте, что там в свободной России, раздался призыв «Руки прочь от Китая!»… для лозунгов издающихся из Москвы, расстояния не существует.— Сунь Ятсен, 1924 год
В некоторых источниках указывалось, что мультфильм утрачен, но в 2001 году журнал «Киноведческие записки» опроверг эту информацию: фильм сохранился в Госфильмофонде.
В 2014 году мультфильм выложен на YouTube.

## Факты
- Впервые применен альбомный метод в анимации
- Фильм можно считать первым полнометражным отечественным мультфильмом, самым продолжительным на тот момент.
- Из-за недостатка опыта и незнания основ кинотехники в фильме есть технические несовершенства (в кадр постоянно попадают пальцы мультипликаторов).

## О мультфильме
Молодые советские художники с самого начала увидели большие возможности искусства рисованного фильма. Уже в первых своих работах они постарались придать молодому искусству действенность и целеустремленность. В противовес рекламным и развлекательным мультипликационным пустячкам, которые делались в русской кинематографии до Великой Октябрьской социалистической революции, советские художники-мультипликаторы выпустили свой первый мультипликационный фильм «Китай в огне» — политический памфлет, направленный против закабаления китайского народа мировым империализмом.— Иван Петрович Иванов-Вано

Был снят и огромный по тем временам «Китай в огне» (1000 метров плёнки, что при тогдашней скорости проекции занимало более 50 минут экранного времени) — мировой рекордсмен по продолжительности среди мультфильмов. В работе над фильмом, использующим метод китайской графики, рядом с первопроходцами начали работать вхутемасовцы второго призыва.
— Лариса Малюкова «Русская — советская — российская» с.14

В 1925-м, по заказу общества «Руки прочь от Китая» при участии китайских студентов Коммунистического университета народов Востока и учёных-китаистов, коллектив Комиссаренко создал фильм «Китай в огне». Традиции китайской графики, бытового рисунка, советского плаката составили эстетическую палитру фильма, посвященного истории страны и революционным событиям 20-х годов.— Ирина Гращенкова - Киноантропология XX/20